# Вимме
Вимме (фин. Wimme), полное имя — Вимме Саари (фин. Wimme Saari, род. 1959, Келоттиярви, Энонтекиё) — музыкант из Финляндии, один из наиболее известных современных саамских исполнителей йойка.

## Биография
В своём творчестве Вимме сочетает элементы традиционного йойка с оригинальными импровизациями, в которых он использует весь диапазон своего голоса, от высокого фальцета до низкого баритона. Вимме в своих импровизациях возрождает древний йойк, включающий, помимо прочего, также и звукоподражания животным («животный йойк»). Поёт Вимме на северносаамском языке.
В 1993—2003 годах Вимме выпустил пять альбомов — четыре с инструментальным сопровождением и один с традиционным йойком а-капелла. Сопровождение Вимме обычно обеспечивал техно-эмбиент коллектив RinneRadio.
Вимме также принимал участие в записи альбомов других групп и музыкантов — Hector Zazou, Hedningarna, Nits, RinneRadio.
В начале 2010 года Вимме после шестилетнего перерыва выпустил новый CD-альбом Mun («Мы»). Новый альбом Вимме получил очень хорошие отзывы музыкальных критиков Финляндии.

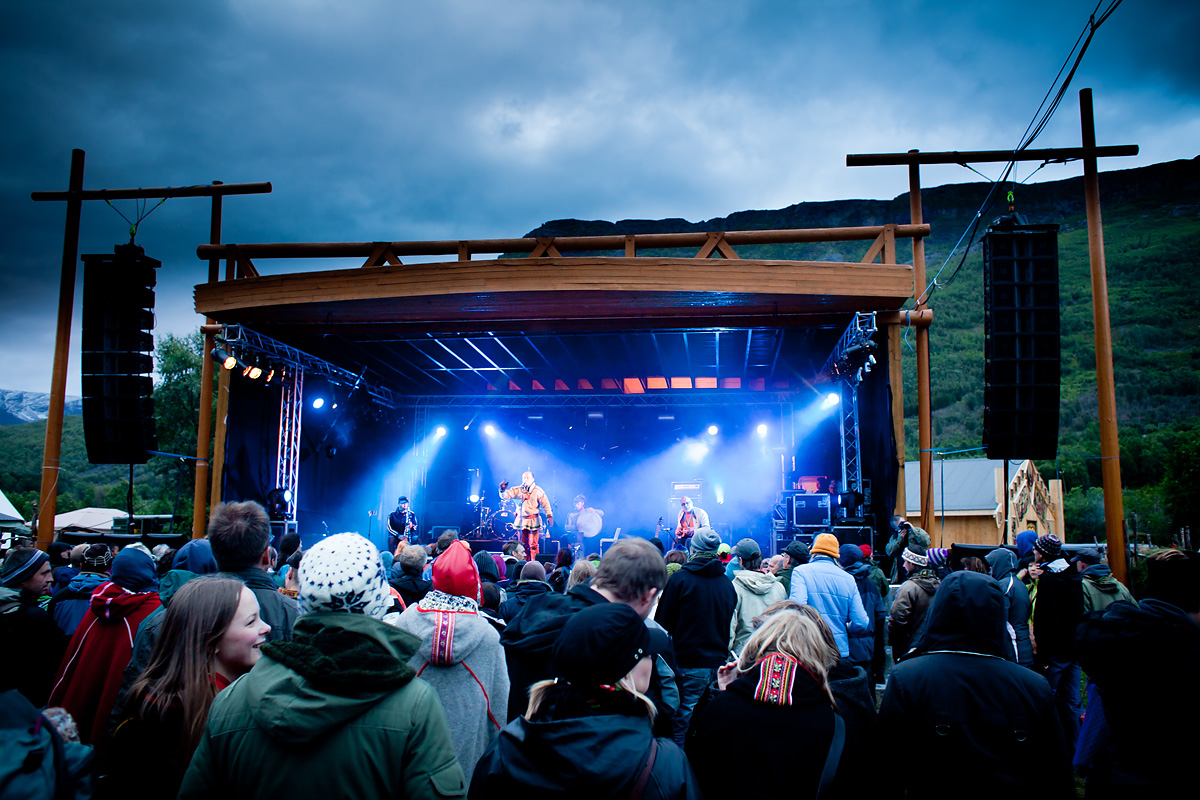
Выступление Вимме в Норвегии на фестивале «Ридду Ридду» (2010)

Живёт в Липери.

## Избранная дискография

### Сольные записи
- Wimme (1995)
- Gierran (1997)
- Cugu (2000)
- Bárru (2003)
- Gapmu («Инстинкт», 2003)
- Mun («Мы», 2010)

### С участием Вимме
- RinneRadio — Joik Aani (1992)
- Hedningarna — Trä (1994)
- Hedningarna — Hippjokk (1997)